# Bee Vang

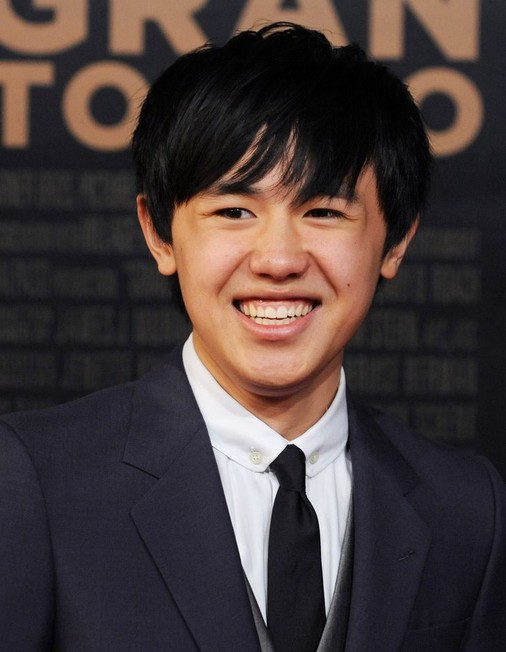
Bee Vang, 2008

Bee Vang (* 4. November 1991 in Fresno, Kalifornien) ist ein US-amerikanischer Schauspieler, bekannt für seine Rolle in Gran Torino (2008).

## Leben
Vang ist der Sohn aus Thailand in die USA emigrierter Hmongs. Er besuchte die Robbinsdale Armstrong High School in Plymouth, Minnesota. Im Jahre 2008 erhielt er mit der Rolle des Thao Vang Lor im Film Gran Torino an der Seite von Clint Eastwood seine erste Hauptrolle. Im Anschluss daran folgten bisher allerdings keine Schauspielrollen mehr. Er gründete einen Workshop zum Film Gran Torino und seinen Themen, mit dem er durch die USA reiste, und studierte an der Brown University. In den letzten Jahren war er als „Editorial coordinator“ bei mehreren Filmen beschäftigt.

## Filmografie
- 2008: Gran Torino